# Zagrożenia skojarzone

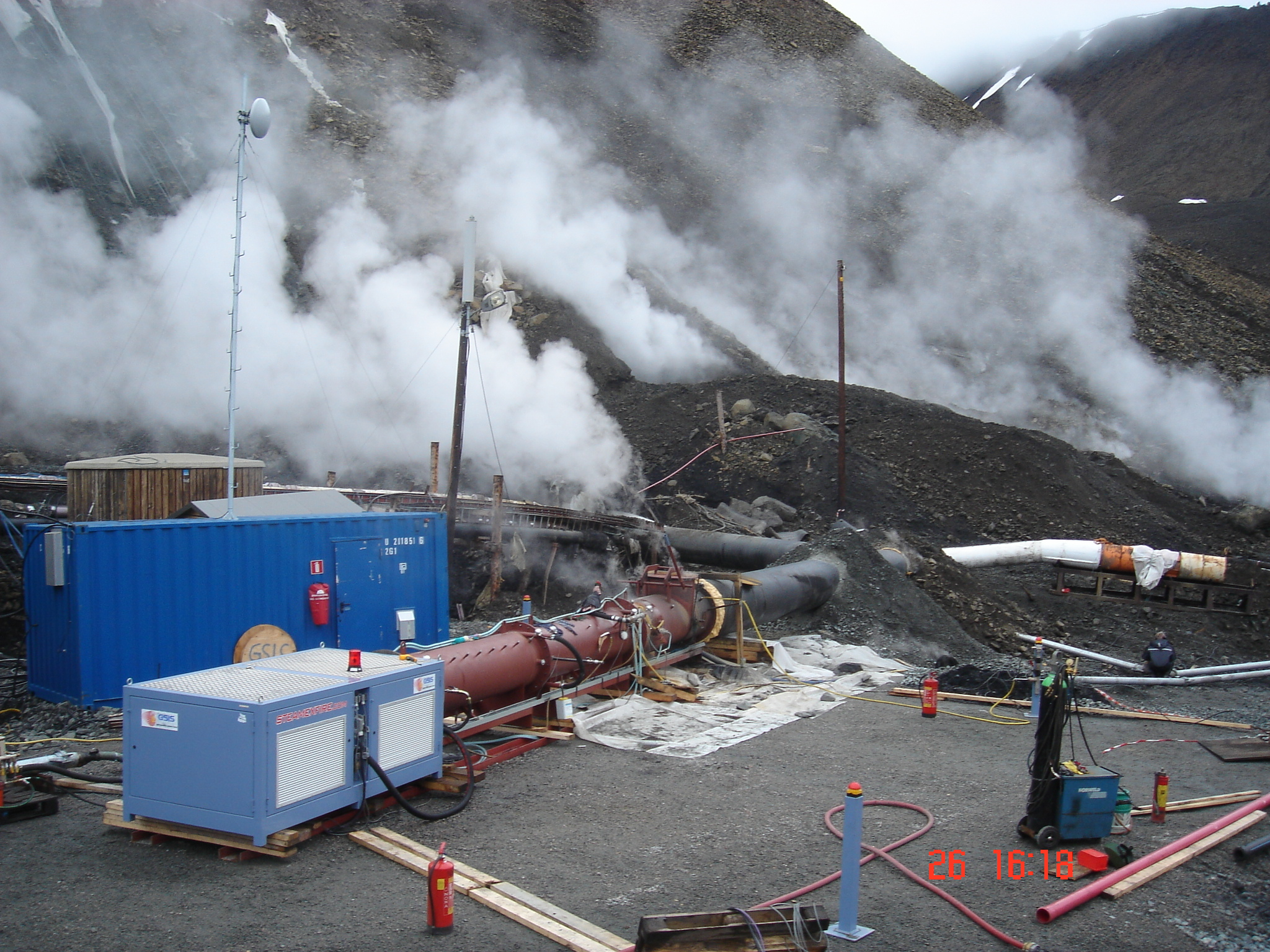
Pożar węgla na Spitsbergenie

Zagrożenia skojarzone – zagrożenia naturalne w górnictwie, których jednoczesna obecność może poprzez wzajemne na siebie oddziaływanie wpływać na intensywność swojego występowania. Do takich czynników można zaliczyć: zagrożenia tąpaniami, zagrożenia metanowe, pożarowe, klimatyczne oraz zagrożenia wybuchem pyłu węglowego. Zagrożenia skojarzone zachodzą, jeśli występują współwystępują co najmniej dwa tego typu zjawiska.